# 伊泽尔河畔罗芒
伊泽尔河畔罗芒（法語：Romans-sur-Isère，法語發音：[ʁɔmɑ̃.syʁ.izɛːʁ]，一般简称罗芒），法国东南部城市，奥弗涅-罗讷-阿尔卑斯大区德龙省的一个市镇，隶属于瓦朗斯区，其市镇面积为33.1平方公里，2022年1月1日时人口数量为33,139人，是该省人口第三多的市镇，在法国城市中排名第238位。
伊泽尔河畔罗芒位于德龙省中北部，伊泽尔河右岸，其城市建于中世纪，近现代因制鞋业而得到发展，现代为一个区域性的工商业中心，与德龙省省会瓦朗斯共同组建成为一个大型的城市圈公共社区。

## 地名来源
“罗芒”一名最初以的形式出现于公元9世纪，其来源尚有待考证，“伊泽尔河畔”（-sur-Isère）这一后缀于一战后添加。

## 历史

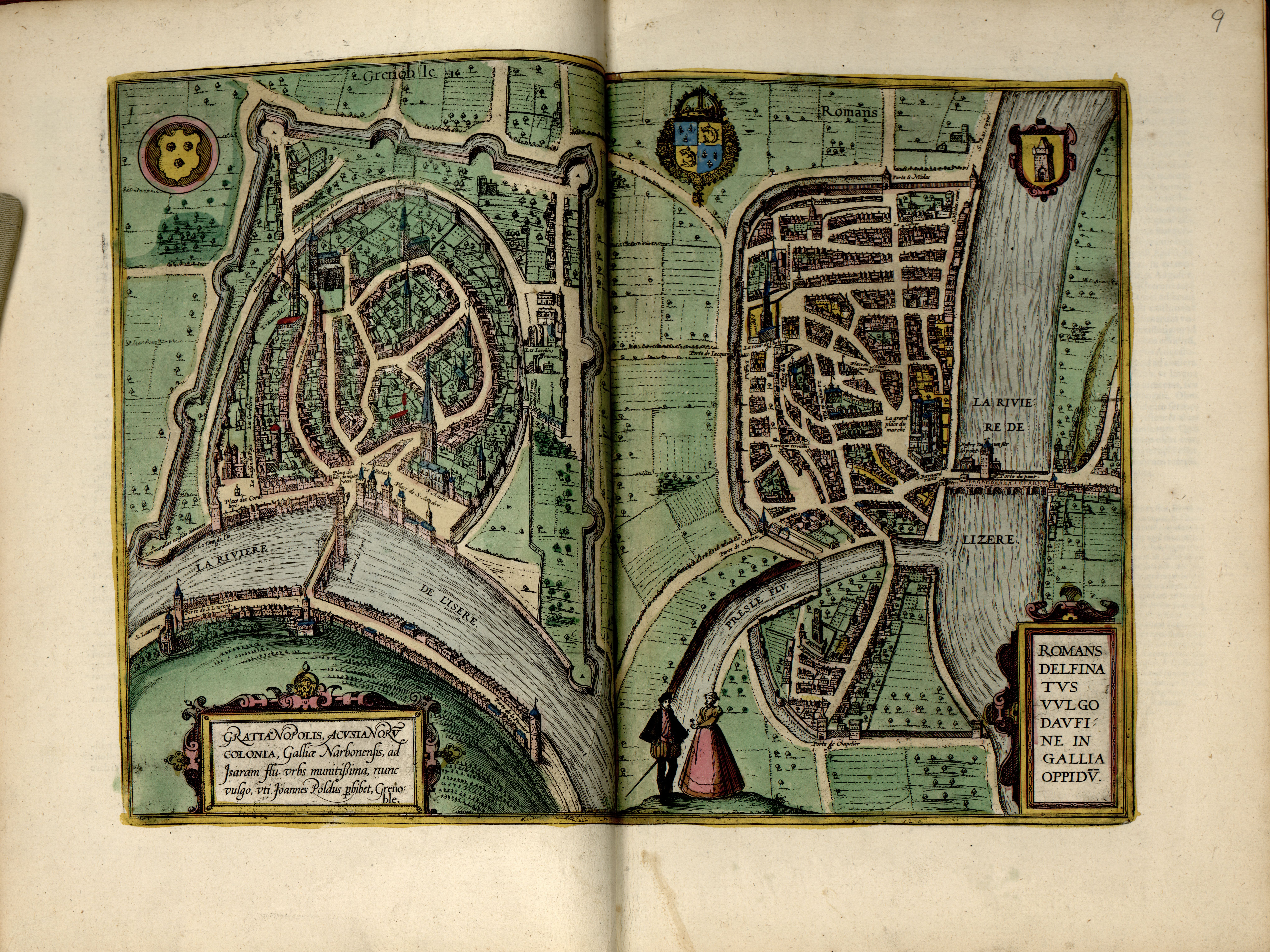
17世纪的罗芒地图

公元838年，维埃纳主教巴尔纳在伊泽尔河畔建立了一处修道院，其附近逐渐形成村落。1049年，当地出现了一处横跨伊泽尔河的桥梁。12世纪后，罗芒成为一处封建领主的土地，隶属于多菲内，其修道院改建成为一处教堂。1349年，多菲内伯爵于贝尔二世与法兰西国王腓力六世在此签订《罗芒条约》，罗芒所在的多菲内地区划入法兰西王国，成为一个行省。宗教战争时期，罗芒的小兄弟会被解散，当地在1562年和1580年的战役中被毁。法国大革命后，伊泽尔河畔罗芒成为德龙省的一个市镇，并在1790至1800年间成为一个地区行署。工业革命期间，罗芒因制鞋业而得到发展。二战后，伊泽尔河畔罗芒人口快速增加，当地出现了现代化的居民区。2001年6月，瓦朗斯TGV站的建成使得伊泽尔河畔罗芒成为重要的综合性交通枢纽。2020年4月4日，伊泽尔河畔罗芒市中心发生恐怖袭击，造成2人遇难，5人受伤。

## 地理

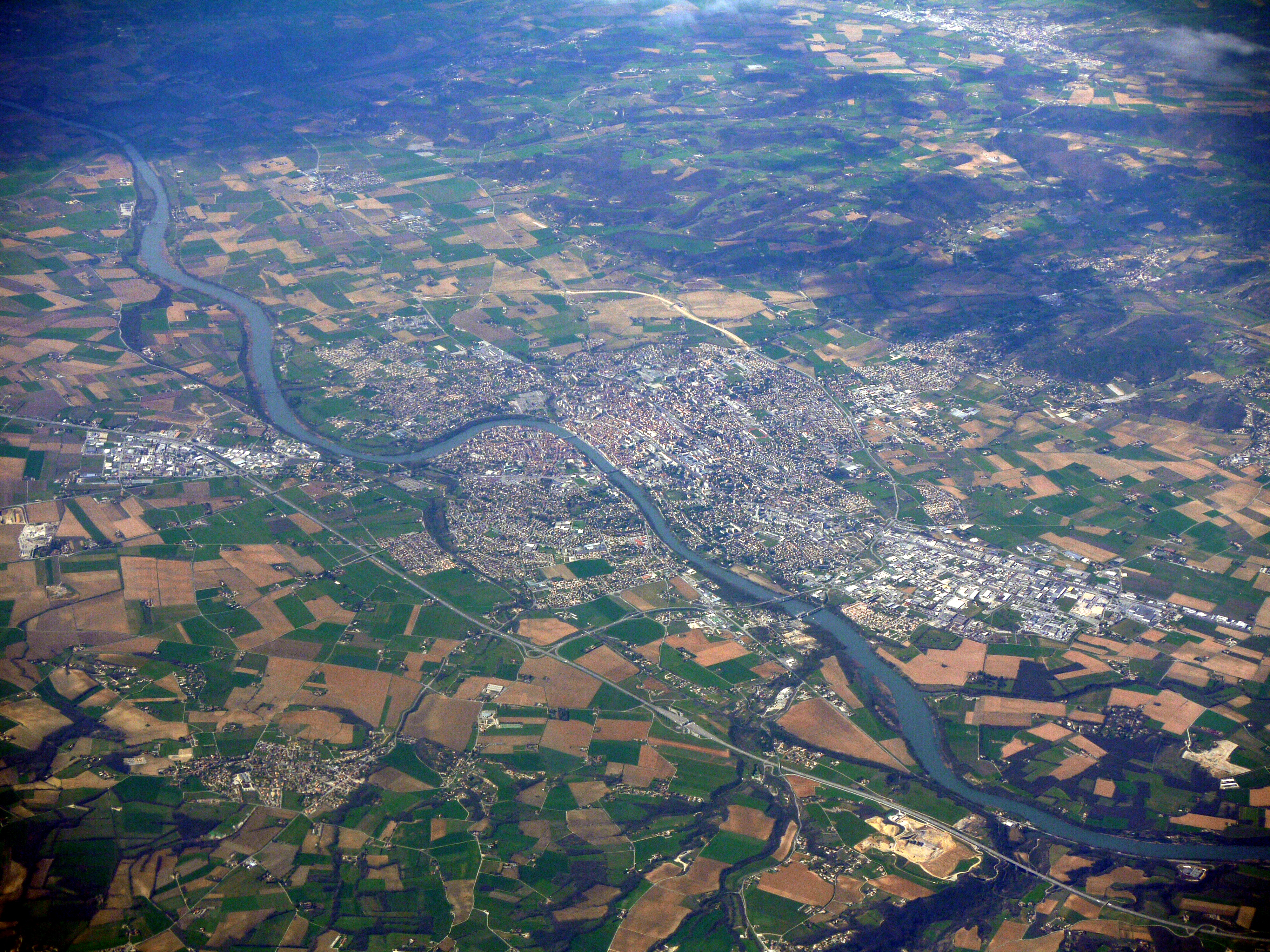
鸟瞰罗芒以及佩阿日堡

伊泽尔河畔罗芒位于法国东南部，奥弗涅-罗讷-阿尔卑斯大区南部和德龙省中北部，距离省会瓦朗斯大约20公里。与伊泽尔河畔罗芒接壤的市镇包括：穆尔圣厄塞布、佩阿日堡、伊泽尔河畔新堡、沙蒂藏日-勒古贝、热尼雪、佩兰、圣巴尔杜、圣保罗莱罗芒、格朗日莱博蒙。

### 地形
伊泽尔河畔罗芒位于伊泽尔下游沉积平原上，罗讷河谷东岸延伸地带，境内以浅丘为主，部分区域地势起伏明显，全境海拔在122到291米之间。

### 水文
伊泽尔河自东向西流经境内南部，伊泽尔河畔罗芒全境位于该河右岸。其右岸支流萨瓦斯河流经市区西部。

### 植被
伊泽尔河畔罗芒属于温带落叶林区，市区内的主要绿地公园包括艾迪特·皮雅芙公园（Parc Edith Piaf）、弗朗索瓦·密特朗公园（Parc François Mitterand）等，均位于伊泽尔河畔，常年免费向公众开放。
在鲜花城市的评比中，伊泽尔河畔罗芒被评为2星级鲜花城市。

### 气候
伊泽尔河畔罗芒在柯本气候分类法中属于温带海洋性气候，因地处罗讷河谷东岸，秋冬常受到密史特拉风影响。
伊泽尔河畔罗芒境内设有气象站，以下为该气象站的数据（其中日照数据取自格勒诺布尔）：
| 伊泽尔河畔罗芒1981年－2019年 | 伊泽尔河畔罗芒1981年－2019年 | 伊泽尔河畔罗芒1981年－2019年 | 伊泽尔河畔罗芒1981年－2019年 | 伊泽尔河畔罗芒1981年－2019年 | 伊泽尔河畔罗芒1981年－2019年 | 伊泽尔河畔罗芒1981年－2019年 | 伊泽尔河畔罗芒1981年－2019年 | 伊泽尔河畔罗芒1981年－2019年 | 伊泽尔河畔罗芒1981年－2019年 | 伊泽尔河畔罗芒1981年－2019年 | 伊泽尔河畔罗芒1981年－2019年 | 伊泽尔河畔罗芒1981年－2019年 | 伊泽尔河畔罗芒1981年－2019年 |
| 月份                         | 1月                          | 2月                          | 3月                          | 4月                          | 5月                          | 6月                          | 7月                          | 8月                          | 9月                          | 10月                         | 11月                         | 12月                         | 全年                         |
| ---------------------------- | ---------------------------- | ---------------------------- | ---------------------------- | ---------------------------- | ---------------------------- | ---------------------------- | ---------------------------- | ---------------------------- | ---------------------------- | ---------------------------- | ---------------------------- | ---------------------------- | ---------------------------- |
| 历史最高温 °C（°F）          | 22.1 (71.8)                  | 21.3 (70.3)                  | 25.9 (78.6)                  | 30.1 (86.2)                  | 33.3 (91.9)                  | 37.9 (100.2)                 | 38.8 (101.8)                 | 40.4 (104.7)                 | 34.6 (94.3)                  | 28.9 (84.0)                  | 23.8 (74.8)                  | 17.7 (63.9)                  | 40.4 (104.7)                 |
| 平均高温 °C（°F）            | 7.7 (45.9)                   | 9.8 (49.6)                   | 14.3 (57.7)                  | 17.6 (63.7)                  | 22.3 (72.1)                  | 26.1 (79.0)                  | 28.9 (84.0)                  | 28.6 (83.5)                  | 23.3 (73.9)                  | 18.4 (65.1)                  | 11.9 (53.4)                  | 7.6 (45.7)                   | 18 (64)                      |
| 日均气温 °C（°F）            | 4.1 (39.4)                   | 5.3 (41.5)                   | 8.9 (48.0)                   | 11.8 (53.2)                  | 16.3 (61.3)                  | 19.8 (67.6)                  | 22 (72)                      | 21.8 (71.2)                  | 17.4 (63.3)                  | 13.6 (56.5)                  | 8.1 (46.6)                   | 4.4 (39.9)                   | 12.8 (55.0)                  |
| 平均低温 °C（°F）            | 0.5 (32.9)                   | 0.9 (33.6)                   | 3.5 (38.3)                   | 6 (43)                       | 10.4 (50.7)                  | 13.5 (56.3)                  | 15.1 (59.2)                  | 15 (59)                      | 11.5 (52.7)                  | 8.8 (47.8)                   | 4.3 (39.7)                   | 1.2 (34.2)                   | 7.6 (45.7)                   |
| 历史最低温 °C（°F）          | −13.2 (8.2)                  | −10.3 (13.5)                 | −11.2 (11.8)                 | −3.1 (26.4)                  | 1.2 (34.2)                   | 5.3 (41.5)                   | 7.1 (44.8)                   | 5.1 (41.2)                   | 1.7 (35.1)                   | −4.2 (24.4)                  | −9.1 (15.6)                  | −12 (10)                     | −13.2 (8.2)                  |
| 平均降水量 mm（）            | 49.1 (1.93)                  | 39.2 (1.54)                  | 49.9 (1.96)                  | 79.2 (3.12)                  | 83.3 (3.28)                  | 66.7 (2.63)                  | 57.8 (2.28)                  | 74.2 (2.92)                  | 121.4 (4.78)                 | 114.3 (4.50)                 | 102.3 (4.03)                 | 54.3 (2.14)                  | 891.7 (35.11)                |
| 月均日照時數                 | 95                           | 111.7                        | 169.8                        | 183                          | 219.2                        | 255.4                        | 289.8                        | 255.5                        | 193.1                        | 137.5                        | 84.5                         | 71.6                         | 2,066.1                      |
| 来源：infoclimat.fr          |                              |                              |                              |                              |                              |                              |                              |                              |                              |                              |                              |                              |                              |

## 行政区划
伊泽尔河畔罗芒是法国奥弗涅-罗讷-阿尔卑斯大区德龙省的一个市镇，编号为26281。伊泽尔河畔罗芒隶属于瓦朗斯区，管理伊泽尔河畔罗芒县，另有一部分属于佩阿日堡县，同时也是伊泽尔河畔罗芒城市圈公共社区的两个核心城市之一。
法国国家统计与经济研究所（简称）在进行数据统计时，将伊泽尔河畔罗芒及相邻的另外5个市镇设为伊泽尔河畔罗芒城市核心区，并将包括核心区在内的周边共28个市镇划为伊泽尔河畔罗芒城市区。同时，还将伊泽尔河畔罗芒市镇分为了13个“块区”（IRIS），以便于统计人口分布情况。

## 交通

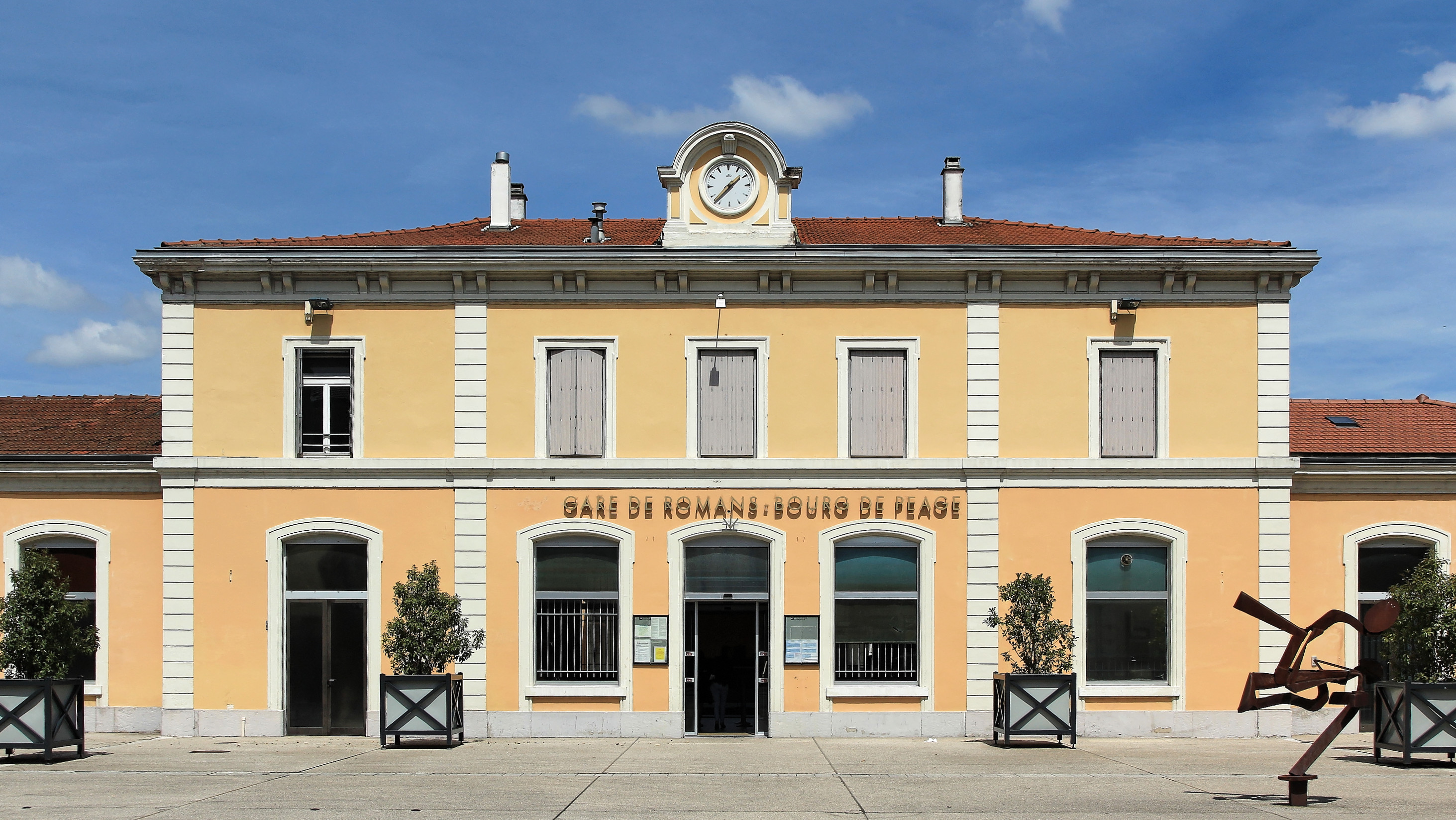
伊泽尔河畔罗芒站

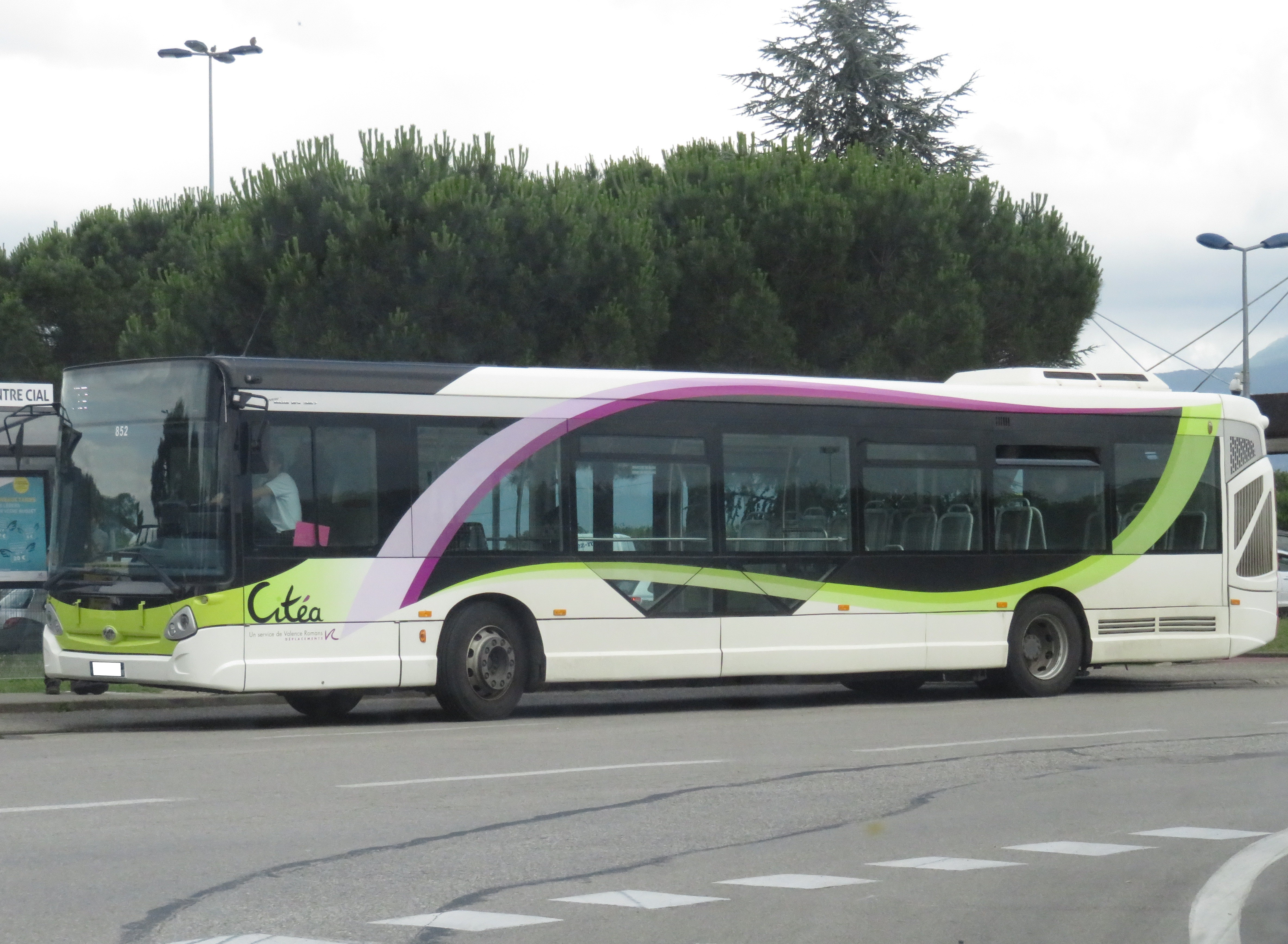
罗芒公交

### 公路
法国国家A49高速公路途径伊泽尔河左岸的佩阿日堡，通过两个出入口可连接市区。此外多条德龙省省道在伊泽尔河畔罗芒境内交汇，奥弗涅-罗讷-阿尔卑斯大区下属的城际客运提供巴士线路，可前往周边部分市镇。
2017年，70.2%的伊泽尔河畔罗芒家庭拥有至少一辆的私人汽车。2018年，伊泽尔河畔罗芒境内共发生各类交通事故20起，造成31人受伤。

### 铁路
伊泽尔河畔罗芒位于瓦朗斯－穆瓦朗铁路上，该铁路是一条重要的地方干线，于2013年完成电气化改造。罗芒-佩阿日堡站位于市区北部，该站停靠以下几条线路的列车：
- 瓦朗斯城—瓦朗斯TGV—罗芒—圣马瑟兰—穆瓦朗—格勒诺布尔（每天11趟左右，停靠沿线所有车站）
- 瓦朗斯城—瓦朗斯TGV—罗芒—格勒诺布尔—尚贝里—阿讷西/日内瓦（每天8趟左右，停靠沿线主要车站）
- 罗芒—瓦朗斯TGV—瓦朗斯城—迪—韦讷—加普—布里扬松（每天6趟左右，停靠沿线所有车站）

除此之外，伊泽尔河畔罗芒市区距离瓦朗斯TGV站不到10公里，该站每天停靠数十班高速列车，可前往巴黎、里昂、马赛、蒙彼利埃、尼斯、佩皮尼昂、第戎、斯特拉斯堡等地。

### 航空
距离伊泽尔河畔罗芒最近的民用航空站为里昂圣埃克絮佩里机场，距离伊泽尔河畔罗芒市中心的公路里程约109公里。

### 城市公共交通
瓦朗斯-罗芒城市公共交通（商业名称为）是当地的城市公共交通系统。截至2020年11月，该系统共包括20余条公交线路，其中6条常规线路途径伊泽尔河畔罗芒市区。

## 政治

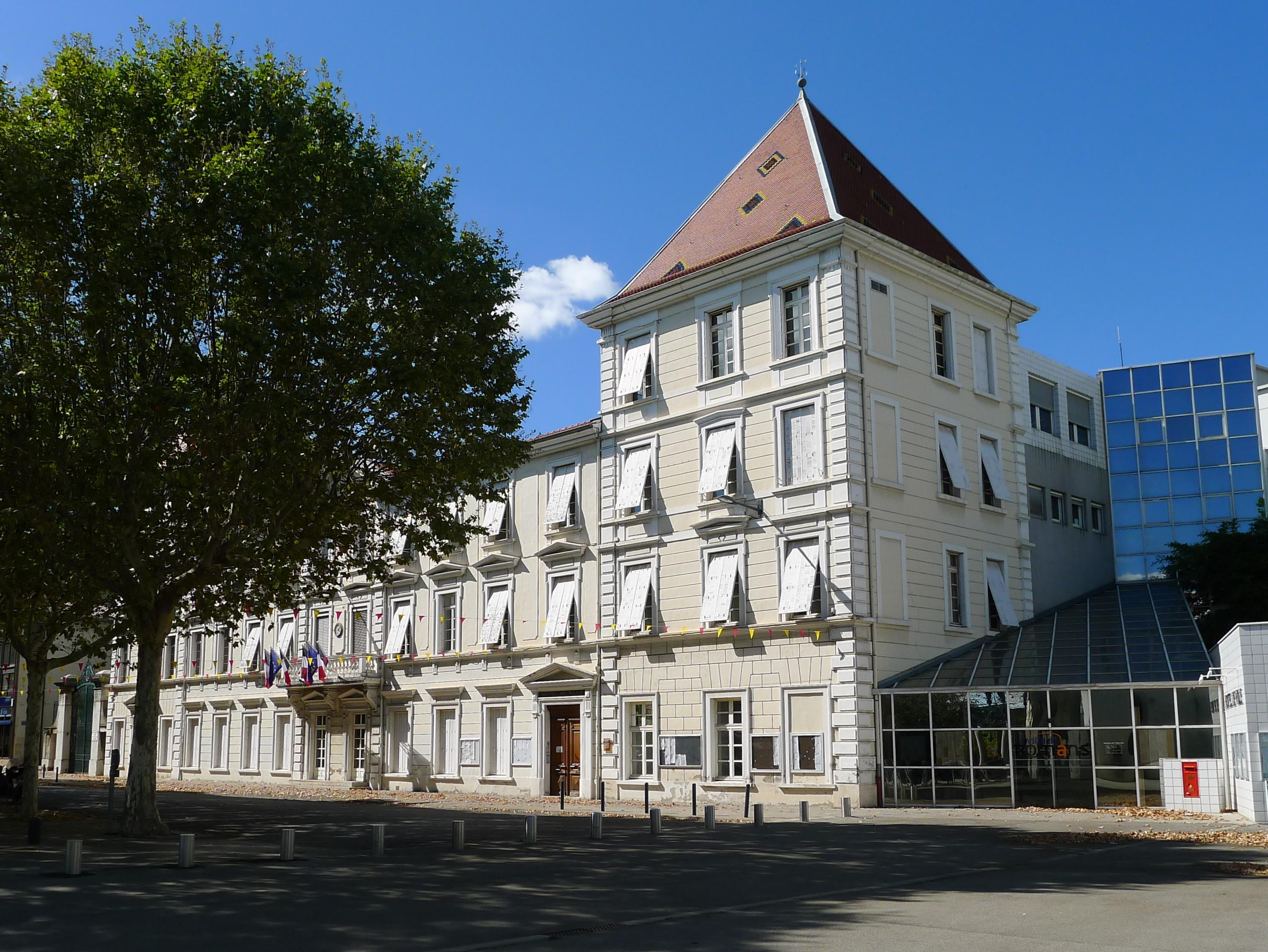
伊泽尔河畔罗芒市政厅

伊泽尔河畔罗芒的现任市长为玛丽-伊莲·托拉瓦尔女士，她是共和党的一名成员，在2020年的市政选举中获得了53.52%的支持率。
在2017年的法国总统大选中，法国第25任总统埃马纽埃尔·马克龙在伊泽尔河畔罗芒获得了67.7%的支持率。
| 伊泽尔河畔罗芒历届市长 |                                          |                           |
| 任期                   | 市长                                     | 党派                      |
| 1944年－1945年         | Roger RAOUX 罗热·鲁                      | 不详                      |
| 1945年－1955年         | Paul DEVAL 保罗·德瓦尔                   | DVG左翼无党派人士         |
| 1955年－1977年         | Pierre DIDIER 皮埃尔·迪迪埃              | CD法国民主中心            |
| 1977年－1983年         | Georges FILLIOUD 乔治·菲尤               | PS社会党                  |
| 1983年－1990年         | Étienne-Jean LAPASSAT 埃蒂安-让·拉帕萨   | PS社会党                  |
| 1990年－2012年         | Henri BERTHOLET 亨利·贝尔托莱            | PS社会党                  |
| 2012年－2014年         | Philippe DRÉSIN 菲利普·德雷桑            | PS社会党                  |
| 2014年－               | Marie-Hélène THORAVAL 玛丽-伊莲·托拉瓦尔 | UMP人民运动联盟 →LR共和黨 |

## 人口
2018年，伊泽尔河畔罗芒市镇人口数量为33,160，在法国排名第238位。其中男性15,594人，女性17,566人，75岁及以上人口占10.7%，外籍人口数量为7,462人，人口密度为1,002人/平方公里，当地居民被称为（男性）或（女性）。2019年，境内出生355人，死亡人口392人。
| 伊泽尔河畔罗芒1901年－2019年人口变化情况 |
|                                          |
| 数据来源：Cassini、INSEE                 |

## 经济
伊泽尔河畔罗芒是一个区域性的中心城市，当地共有各类用人单位5,076家，其中97.91%为中小型企业（PME），平均历史为16年，行政、医疗及社会服务是当地的主要就业岗位类型。

## 财政收入
2018年，伊泽尔河畔罗芒的财政收入总额为43,819,400欧元，财政支出总额为40,189,000欧元，当年的债务总额为73,916,100欧元。
2015年，伊泽尔河畔罗芒的人均收入总额为2,491欧元，其中高职人员为4,135欧元，普通职员为1,812欧元。
2017年，伊泽尔河畔罗芒境内的青壮年（15至64岁）失业率为19.8%，当地35.5%的家庭拥有纳税资格。

## 社会事务

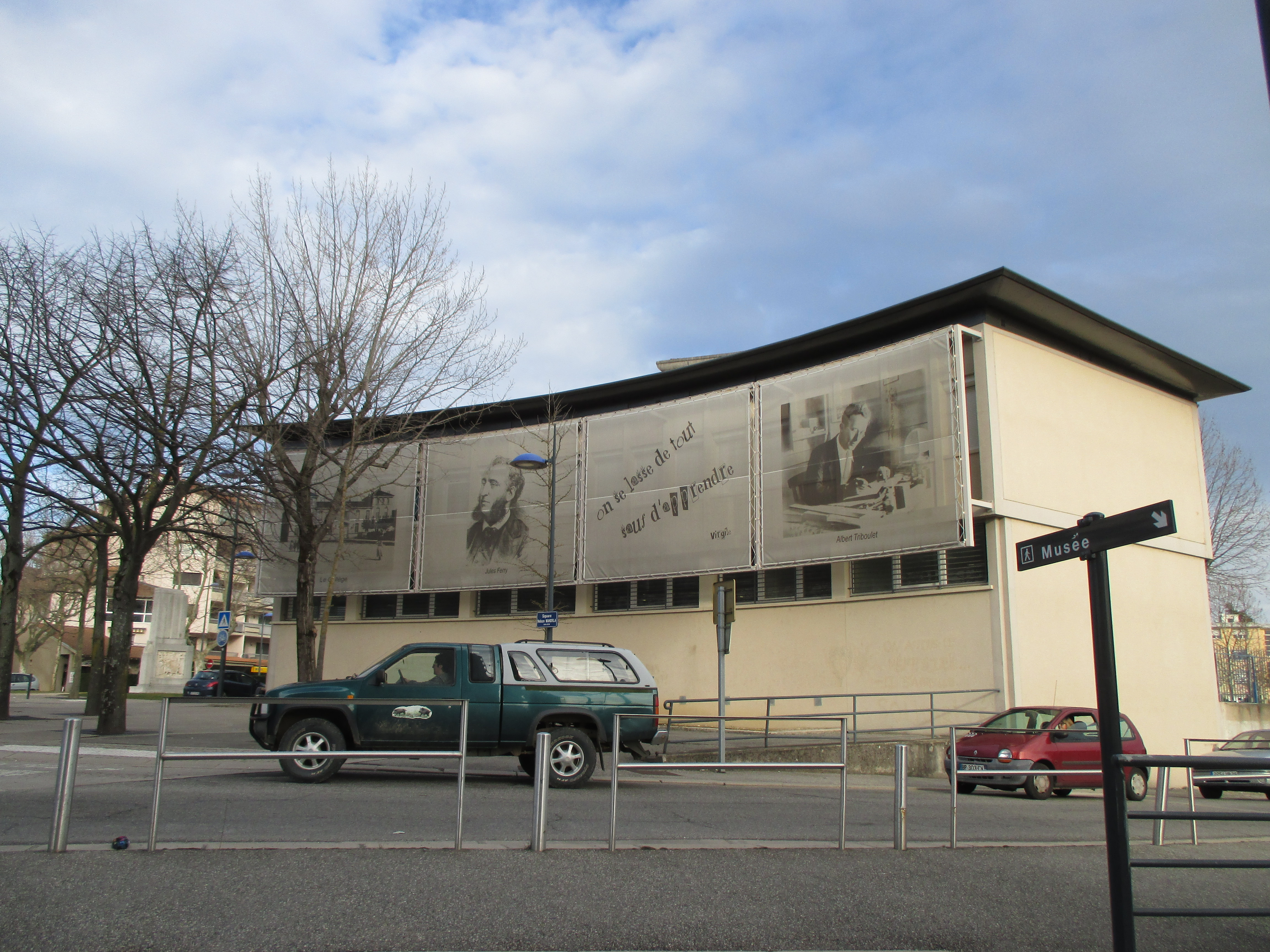
伊泽尔河畔罗芒境内的一处学校

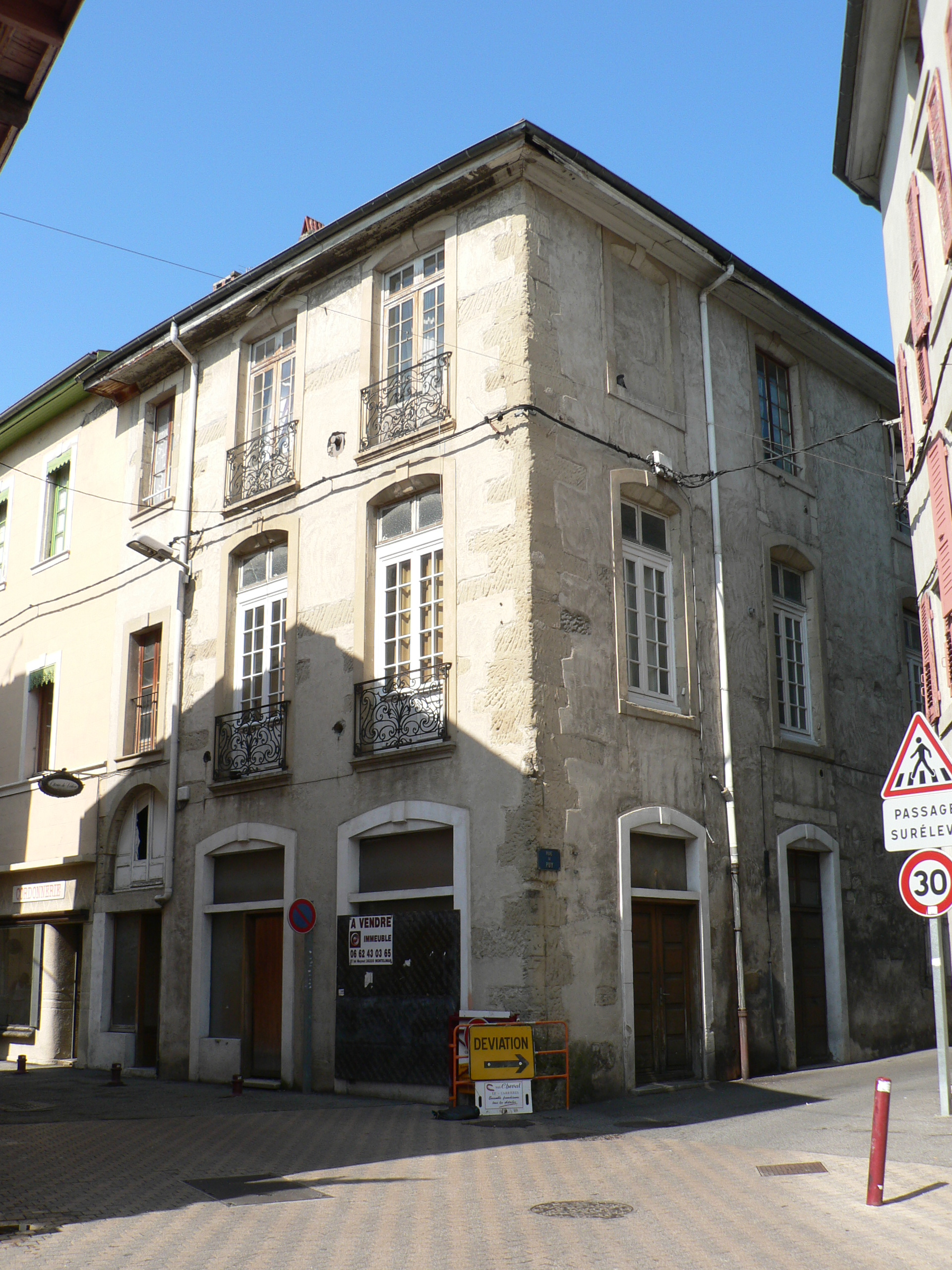
一处民居

### 教育
伊泽尔河畔罗芒属于里昂学区。截止2019年1月1日，伊泽尔河畔罗芒境内共有10所幼儿园、14所小学、5所初级中学、3所普通高中、1所农业高中和2所职业高中。2018至2019学年度，伊泽尔河畔罗芒境内共有在校中等教育阶段学生4,951名。

### 医疗
截止2019年1月1日，伊泽尔河畔罗芒境内共有全科医生35名、保健师40名、牙医25名、护士110名、耳科医生1名、眼科医生3名、皮肤科医生3名、助产士8名、儿科医生2名和妇科医生5名。境内共有药房12家、养老院4家、残疾人帮扶中心5家。
伊泽尔河畔罗芒中心医院，全名为“北德龙省中心医院”（Centre Hospitalier Drôme Nord），是法国的一个区域性医疗机构，其主病区位于伊泽尔河畔罗芒市区，设有床位293个，是当地规模最大的公立综合性医院。

### 住房
2017年，伊泽尔河畔罗芒境内共有各类住房18,177套，其中38.3%为独立式居民区，主要分布于市区西部和北部部；61%为集中式居民区，主要分布于市中心和市区东部。常住房屋占伊泽尔河畔罗芒市镇范围内居民建筑总量的87.2%。

### 商业
2018年，伊泽尔河畔罗芒境内共有各类商铺2,448家，其中餐饮服务类1,010家。市区东部的罗芒附近圣保罗境内建有大型开放式商业街区。

### 体育
2019年，伊泽尔河畔罗芒境内共有2家游泳池、7间体育馆、4座综合体育场、13处网球场、1处马术场、6处足球或橄榄球场以及4处篮球或排球场。
伊泽尔河畔罗芒是瓦朗斯-罗芒橄榄球俱乐部的总部所在地，后者成立于2016年，2020至2021赛季法国橄榄球乙级联赛，其前身罗芒-佩阿日体育联盟曾获得过三次法国橄榄球甲级联赛的冠军。
除橄榄球外，伊泽尔河畔罗芒境内有两家注册足球俱乐部：罗芒体育俱乐部（SC Romans）和顽强罗芒人体育俱乐部（Persévérante Sportive Romanaise），2020至2021赛季均参加阿尔代什-德龙省级足球联赛。

### 环境
伊泽尔河畔罗芒的环境事务由其所属的公共社区负责。2018年，伊泽尔河畔罗芒境内共有5家污染企业。

### 治安
2014年，伊泽尔河畔罗芒及附近地区共发生各类案件3,124起，其中盗窃类案件1,870起，经济类案件301起，毒品交易类案件284起。

## 文化
2019年，伊泽尔河畔罗芒境内共有1家剧场、2家电影院、1家博物馆和1家音乐厅。伊泽尔河畔罗芒市政府提供多媒体中心，向公众全年开放。

### 建筑
伊泽尔河畔罗芒境内有多处历史建筑，其中伊泽尔河畔罗芒圣巴尔纳教堂是法国首批国家文物保护单位；罗芒圣母卢尔德教堂是当地的地标性建筑物。

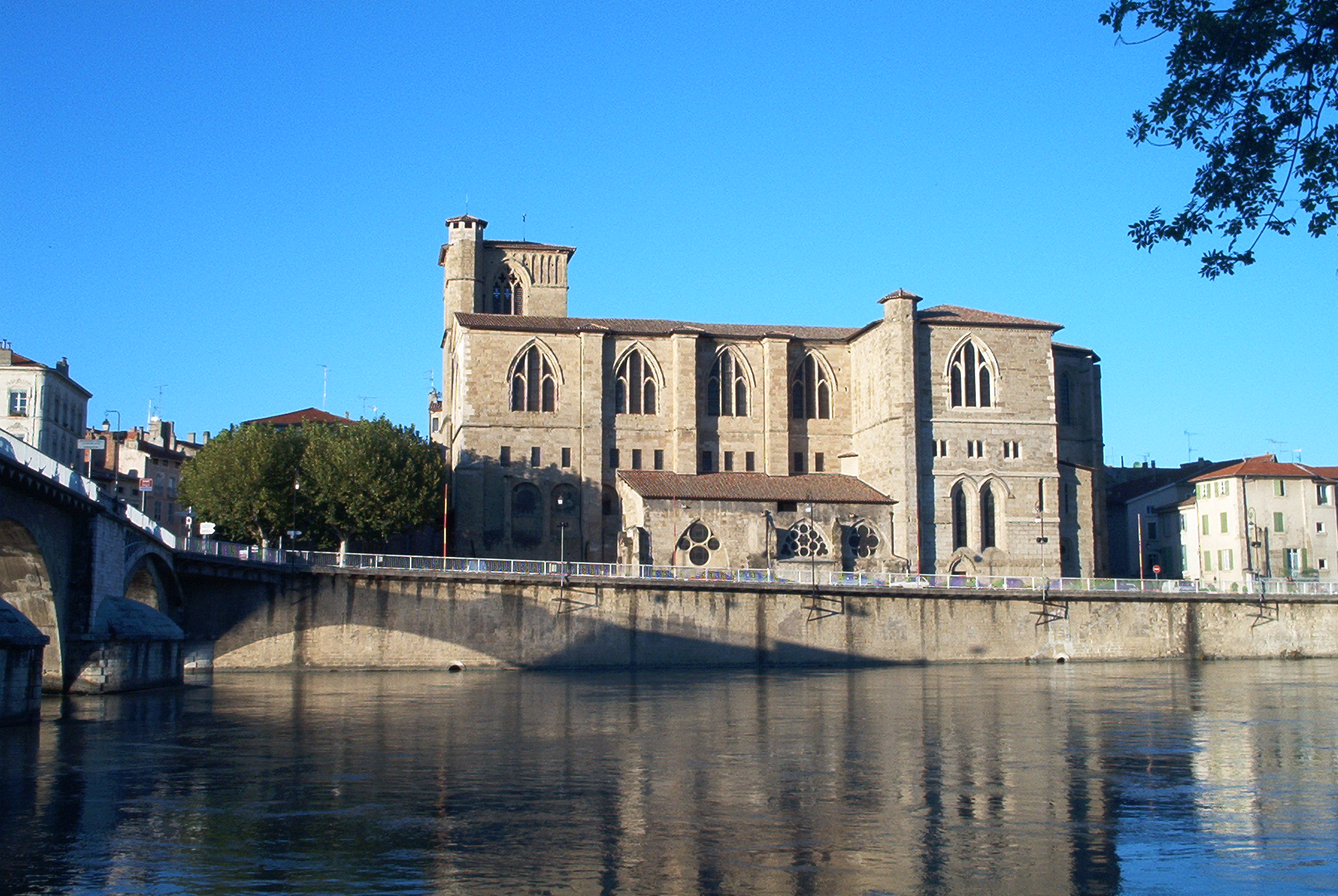
圣巴尔纳教堂（法语：Collégiale Saint-Barnard de Romans-sur-Isère）
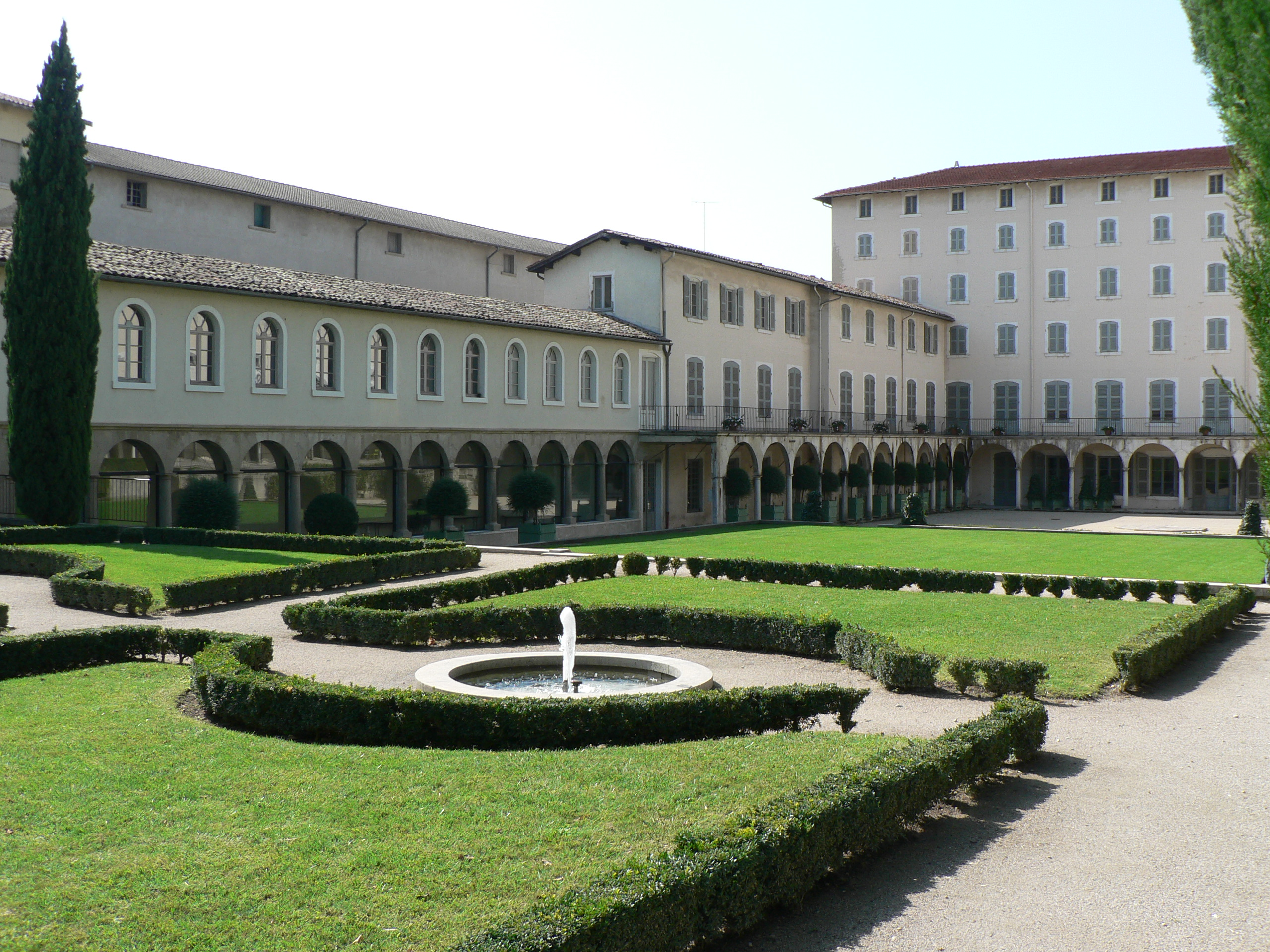
往见修道院（法语：Couvent de la Visitation de Romans-sur-Isère）
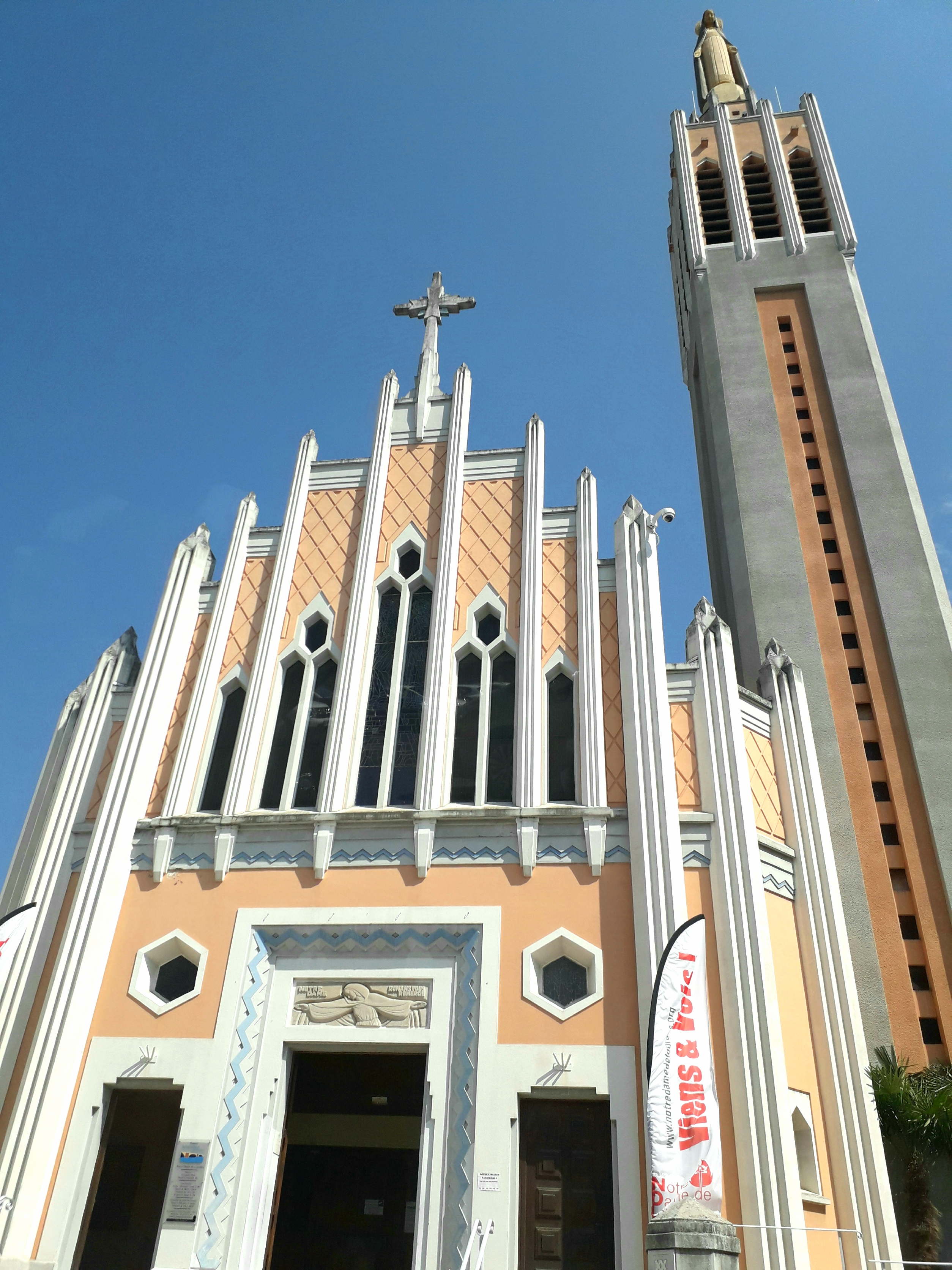
圣母教堂
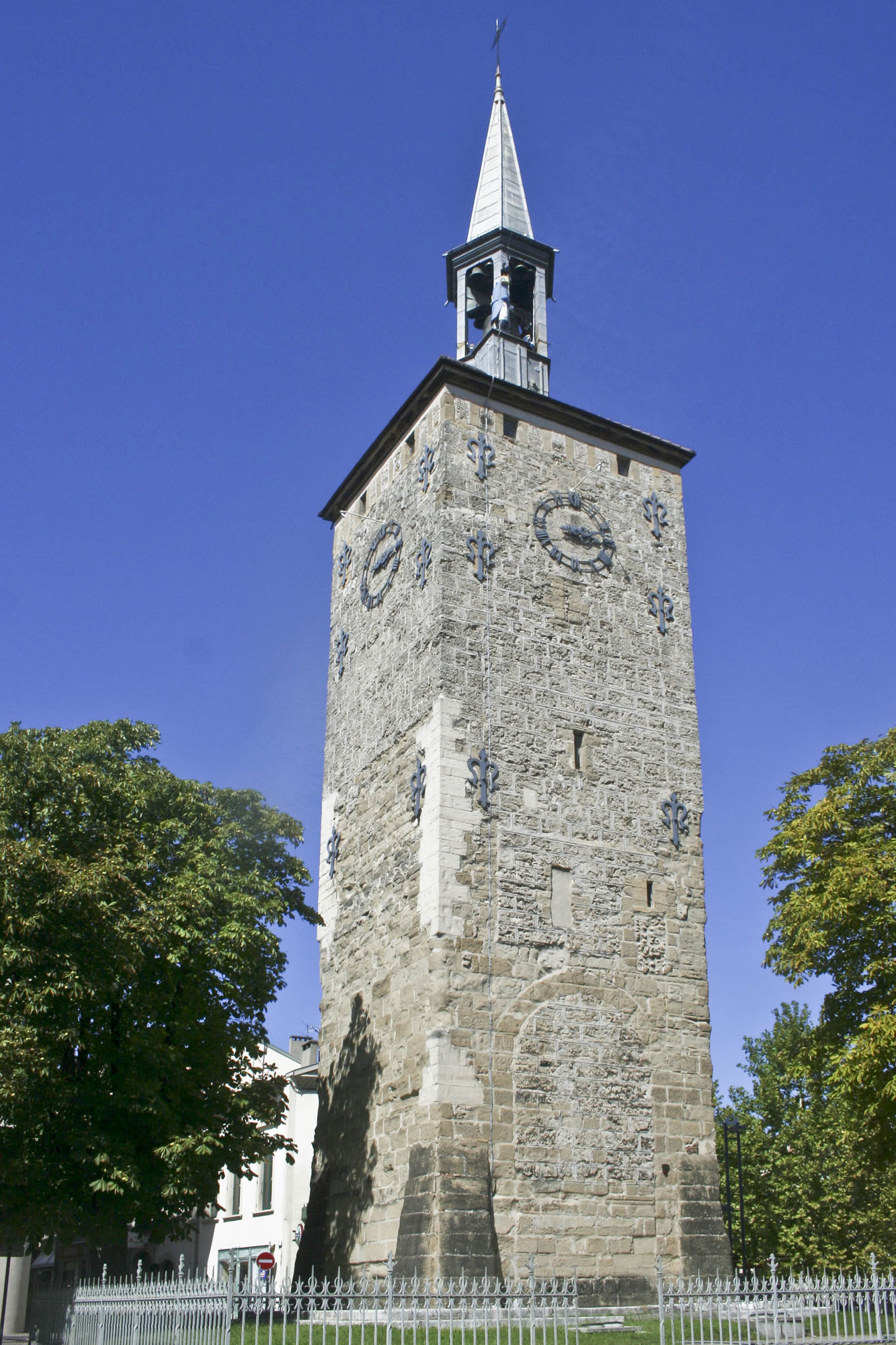
雅克马尔塔

伊泽尔河畔罗芒鞋业国际博物馆创建于1954年，展示了当地制鞋业的发展。

### 旅游
伊泽尔河畔罗芒的旅游事务由其所属的公共社区负责。2020年，伊泽尔河畔罗芒境内共有4家宾馆共计93间房间。

### 媒体
法国主要的媒体均可在伊泽尔河畔罗芒接收，法国电视三台下属的奥弗涅-罗讷-阿尔卑斯大区频道在部分时段播出伊泽尔河畔罗芒所属区域的地方新闻。

## 相关人物
法国赛车手埃里克·科马和足球运动员巴蒂斯德·雷内出生于伊泽尔河畔罗芒。

## 友好城市
截至2020年11月，伊泽尔河畔罗芒共与十座城市互为友好城市关系：

| - 英格兰 科爾維爾 - 德国 施特劳宾 - 捷克 兹林 - 扎達爾 - 巴勒斯坦 拜特萨霍 | - 義大利 科尔萨诺 - 義大利 瓦雷澤 - 亞美尼亞 瓦爾代尼斯 - 突尼西亞 傑姆 - 摩洛哥 塔魯丹特 |

除此之外，伊泽尔河畔罗芒与中华人民共和国秦皇岛市亦有建立友好城市关系的意向。